# Campionat de Múrcia de futbol
El Campionat de Múrcia de futbol fou la màxima competició futbolística disputada a la Regió de Múrcia en els primers anys del futbol al territori.

## Història
La Federació Murciana de Futbol es fundà el 1925 després de la divisió de la Federació de Llevant de futbol. La federació murciana va incloure clubs d'Alacant (excepte de la ciutat d'Alcoi), Múrcia i Albacete. A partir de la temporada 1925-26 organitzà el Campionat de Múrcia de futbol.

## Historial

### Campionat de Llevant - Secció Sud
L'any 1919, amb la creació de la Federació de Futbol de Llevant, els clubs va ser dividits en dues seccions, la secció Nord (províncies de València i Castelló) i la secció Sud (províncies d'Alacant, Múrcia i Albacete). Els campions següents són els campions de la secció Sud, els quals es classificaven per disputar la final del Campionat de Llevant de futbol.
| Temporada | Campió                    | Resultat | Subcampió                | Refs  |
| --------- | ------------------------- | -------- | ------------------------ | ----- |
| 1918-19   | Murcia Foot-ball Club (1) | lliga    | Numancia de San Benito   | [ 2 ] |
| 1919-20   | CD Aguileño (1)           | 4-0, 1-1 | Club Natació Alacant     | [ 2 ] |
| 1920-21   | Levante FC de Murcia (1)  | lliga    | CD Aguileño              | [ 2 ] |
| 1921-22   | Levante FC de Murcia (2)  | ?, 8-2   | Hèrcules CF              | [ 2 ] |
| 1922-23   | Murcia FC (3)             | ?        | CN Alacant, Cartagena FC | [ 2 ] |
| 1923-24   | Club Natació Alacant (1)  | lliga    | Cartagena FC             | [ 2 ] |

### Campionat de Múrcia
El juliol de 1924, els clubs de Múrcia i Albacete, així com la majoria de clubs d'Alacant, es segregaren de la federació de Llevant i crearen la Federació Murciana. La resta de clubs s'integraren a la Federació Valenciana.
L'any 1934, la FEF va dur a terme una reestructuració del futbol estatal i va crear una sèrie de campionats interregionals, oficialment anomenats Suprarregionals, jeràrquicament situats per sobre dels campionats regionals. Així, la temporada 1934-35 es disputà el Campionat Suprarregional València-Múrcia-Sud-Oest, i els anys 1935-36 i 1936-37 es jugà el Campionat Suprarregional València-Múrcia.
| Campionat Suprarregional València-Múrcia-Sud-Oest |
| Campionat Suprarregional València-Múrcia          |

| Temporada | Campió                                                    | Resultat                                                | Subcampió                                               | Refs        |
| --------- | --------------------------------------------------------- | ------------------------------------------------------- | ------------------------------------------------------- | ----------- |
| 1924-25   | Real Murcia FC (4)                                        | lliga                                                   | Cartagena FC                                            | [ 2 ]       |
| 1925-26   | Real Murcia FC (5)                                        | lliga                                                   | Cartagena FC                                            | [ 2 ]       |
| 1926-27   | Real Murcia FC (6)                                        | 2-0, 4-1                                                | Cartagena FC                                            | [ 2 ]       |
| 1927-28   | Real Murcia FC (7)                                        | lliga                                                   | Cartagena FC                                            | [ 2 ]       |
| 1928-29   | Real Murcia FC (8)                                        | lliga                                                   | Elx CF                                                  | [ 2 ]       |
| 1929-30   | Real Murcia FC (9)                                        | lliga                                                   | Cartagena FC                                            | [ 2 ]       |
| 1930-31   | Real Murcia FC (10)                                       | lliga                                                   | Lorca Sport Club                                        | [ 2 ]       |
| 1931-32   | Murcia FC (11)                                            | lliga                                                   | Imperial de Murcia CF                                   | [ 2 ]       |
| 1932-33   | Hèrcules FC (1)                                           | lliga                                                   | Murcia FC                                               | [ 2 ]       |
| 1933-34   | Murcia FC (12)                                            | lliga                                                   | Hèrcules FC                                             | [ 2 ]       |
| 1934-35   | vegeu Campionat Suprarregional València-Múrcia-Sud-Oest   | vegeu Campionat Suprarregional València-Múrcia-Sud-Oest | vegeu Campionat Suprarregional València-Múrcia-Sud-Oest | [ 2 ]       |
| 1934-35   | Cartagena FC                                              | 2-1                                                     | Albacete FC                                             | [ 6 ] [ 2 ] |
| 1935-36   | vegeu Campionat Suprarregional València-Múrcia            | vegeu Campionat Suprarregional València-Múrcia          | vegeu Campionat Suprarregional València-Múrcia          | [ 2 ]       |
| 1935-36   | Cartagena FC                                              |                                                         | Lorca Fútbol Club                                       | [ 7 ] [ 2 ] |
| 1936-37   | vegeu Campionat Suprarregional València-Múrcia            | vegeu Campionat Suprarregional València-Múrcia          | vegeu Campionat Suprarregional València-Múrcia          | [ 2 ]       |
| 1936-37   | No es disputà o es desconeix la segona categoria regional |                                                         |                                                         |             |
| 1937-38   | No es disputà per la Guerra Civil                         | No es disputà per la Guerra Civil                       | No es disputà per la Guerra Civil                       | [ 2 ]       |
| 1938-39   | No es disputà per la Guerra Civil                         | No es disputà per la Guerra Civil                       | No es disputà per la Guerra Civil                       | [ 2 ]       |
| 1939-40   | Hèrcules FC (2)                                           | lliga                                                   | Real Murcia FC                                          | [ 2 ]       |

## Palmarès
- Real Murcia (inclou Levante FC de Murcia): 12 títols (1920-21, 1921-22, 1922-23, 1924-25, 1925-26, 1926-27, 1927-28, 1928-29, 1929-30, 1930-31, 1931-32, 1933-34)
- Hèrcules Club de Futbol: 2 títols (1932-33, 1939-40)
- Murcia Foot-ball Club: 1 títol (1918-19)
- Club Deportivo Aguileño: 1 títol (1919-20)
- Club Natació Alacant: 1 títol (1923-24)